# Mesonemurus clarus
Mesonemurus clarus là một loài côn trùng trong họ Myrmeleontidae thuộc bộ Neuroptera. Loài này được McLachlan in Fedchenko miêu tả năm 1875.